# Paul Emordi
Paul Azuka Emordi  (né le 25 décembre 1965) est un athlète nigérian, spécialiste du saut en longueur et du triple saut.

## Biographie
Il remporte trois titres de champion d'Afrique : deux dans l'épreuve du saut en longueur en 1984 et 1985, et une dans celle du triple saut en 1985. En 1987, Paul Emordi s'adjuge la médaille de bronze de la longueur lors des Championnats du monde en salle d'Indianapolis avec un saut à 8,01 m, devancé finalement par l'Américain Larry Myricks. Il remporte cette même année le titre des Jeux africains à Nairobi.
Son record personnel au saut en longueur, établi le 5 juin 1987 à Baton Rouge, est de 8,25 m.

### Palmarès
| Date | Compétition                    | Lieu         | Résultat | Épreuve          | Marque  |
| ---- | ------------------------------ | ------------ | -------- | ---------------- | ------- |
| 1984 | Championnats d'Afrique         | Rabat        | 1er      | Saut en longueur | 7,90 m  |
| 1985 | Championnats d'Afrique         | Le Caire     | 1er      | Saut en longueur | 7,90 m  |
| 1985 | Championnats d'Afrique         | Le Caire     | 1er      | Triple saut      | 16,56 m |
| 1987 | Championnats du monde en salle | Indianapolis | 2e       | Saut en longueur | 8,01 m  |
| 1987 | Universiade                    | Zagreb       | 2e       | Saut en longueur | 8,11 m  |
| 1987 | Jeux africains                 | Nairobi      | 1er      | Saut en longueur | 8,23 m  |

### Records
| Épreuve   | Épreuve          | Performance | Lieu        | Date        |
| --------- | ---------------- | ----------- | ----------- | ----------- |
| Plein air | Saut en longueur | 8,25 m      | Baton Rouge | 5 juin 1987 |
| Plein air | Triple saut      | 16,78 m     | Baton Rouge | 5 mai 1984  |